# Vida baseada em carbono

A estrutura de Lewis de um átomo de carbono, mostrando seus quatro elétrons de valência

 O carbono é um componente primário de toda vida conhecida na Terra, representando aproximadamente 45–50% de toda a biomassa seca. Compostos de carbono ocorrem naturalmente em grande abundância na Terra. Moléculas biológicas complexas consistem em átomos de carbono ligados a outros elementos, especialmente oxigênio e hidrogênio, frequentemente também nitrogênio, fósforo e enxofre (conhecidos coletivamente como CHNOPS).
Por ser leve e relativamente pequeno, as moléculas de carbono são facilmente manipuladas por enzimas. A anidrase carbônica faz parte desse processo. O carbono possui um número atômico 6 na tabela periódica. O ciclo do carbono é um ciclo biogeoquímico importante para a manutenção da vida na Terra ao longo de grandes períodos de tempo. O ciclo inclui sequestro de carbono e sumidouros de carbono.
Tectônica de placas é necessária para a vida ao longo de grandes períodos de tempo, e a vida baseada em carbono é importante no processo de tectônica de placas. Formas de vida baseadas em fotossíntese anoxigênica à base de ferro e enxofre, que viveram há 3,80 a 3,85 bilhões de anos, produziram abundantes depósitos de Folhelho. Esses depósitos aumentam o fluxo de calor e a flutuabilidade da crosta, especialmente no fundo do mar, ajudando a aumentar a tectônica de placas. Talco é outro mineral orgânico que ajuda a impulsionar a tectônica de placas. Processos inorgânicos também ajudam a impulsionar a tectônica de placas.
Acredita-se frequentemente na astrobiologia que, se existir vida em outro lugar do universo, ela também será baseada em carbono. Críticos, como Carl Sagan em 1973, referem-se a essa suposição como chauvinismo do carbono.